# Морен (Тива)
Морен (тив.: Мөрен) входить до складу Ерзинського кожууну Республіки Тива Російської Федерації.

## Населення
Населення станом на 1 січня року
| Рік    | 2011 | 2012 | 2013 | 2014 | 2015 |
| ------ | ---- | ---- | ---- | ---- | ---- |
| Насел. | 1063 | 1056 | 1063 | 1083 | 1073 |